# Burg Uzès

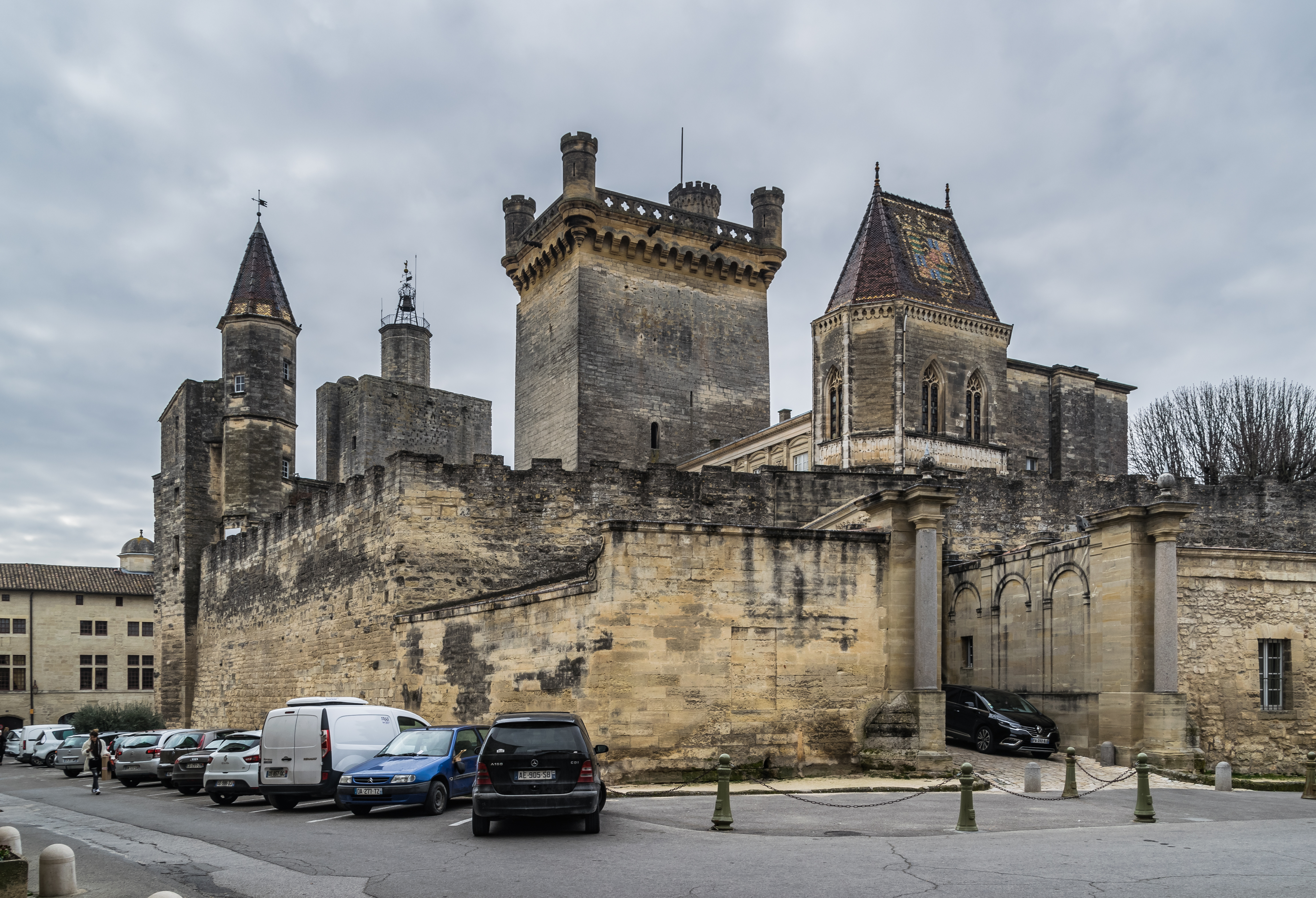
Burg Uzès

Die Burg Uzès, genannt Le Duché, ist eine Burg aus dem 11. Jahrhundert in der mittelalterlichen Stadt Uzès im Département Gard. Sie ist seit 1934 als historisches Monument eingetragen und seit 1889 teilweise klassifiziert.

## Geschichte
Bereits in gallorömischer Zeit bestand ein Römisches Militärlager (Castrum) auf dem höchsten Punkt von Uzès (Ucetia)

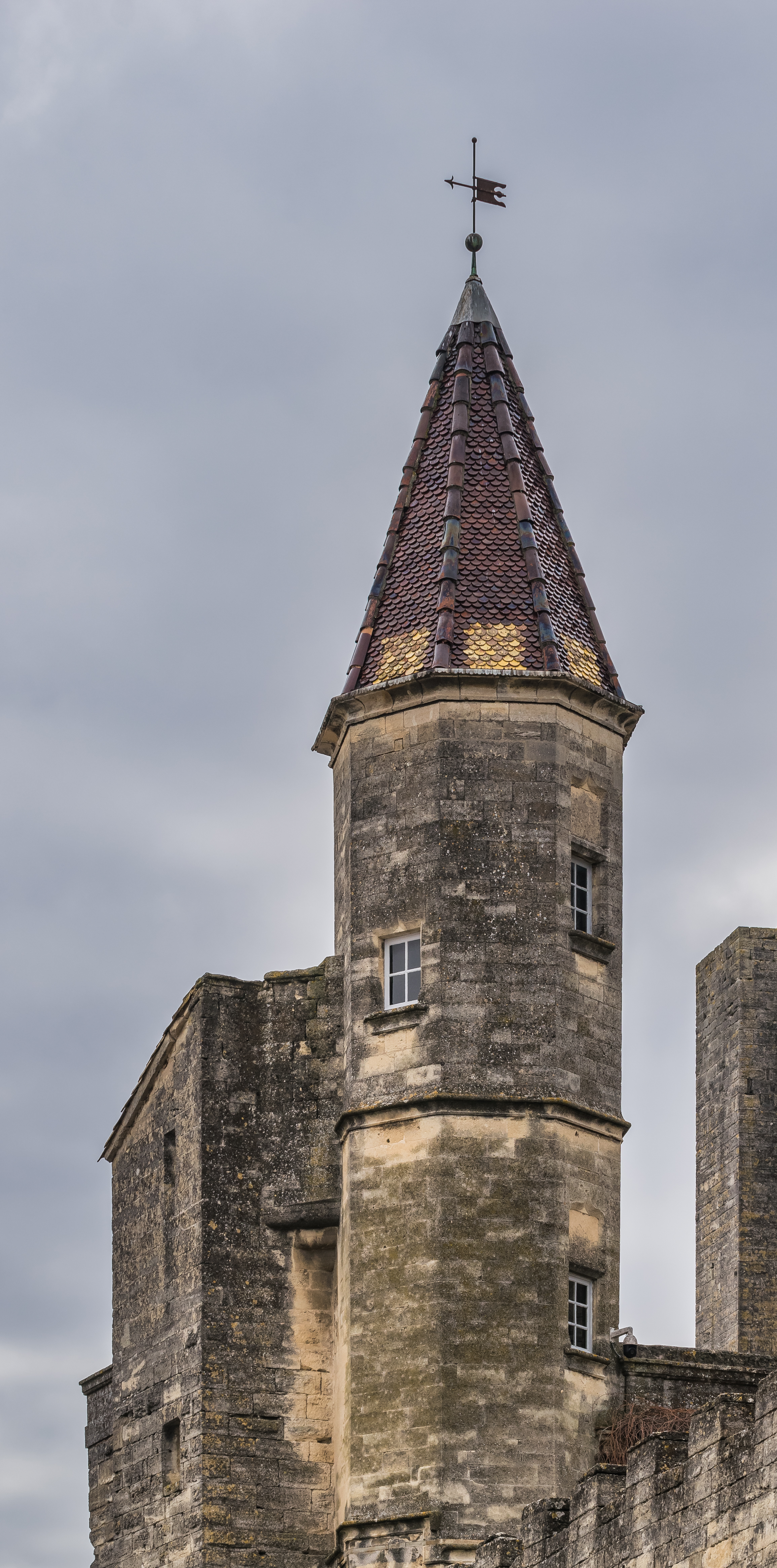
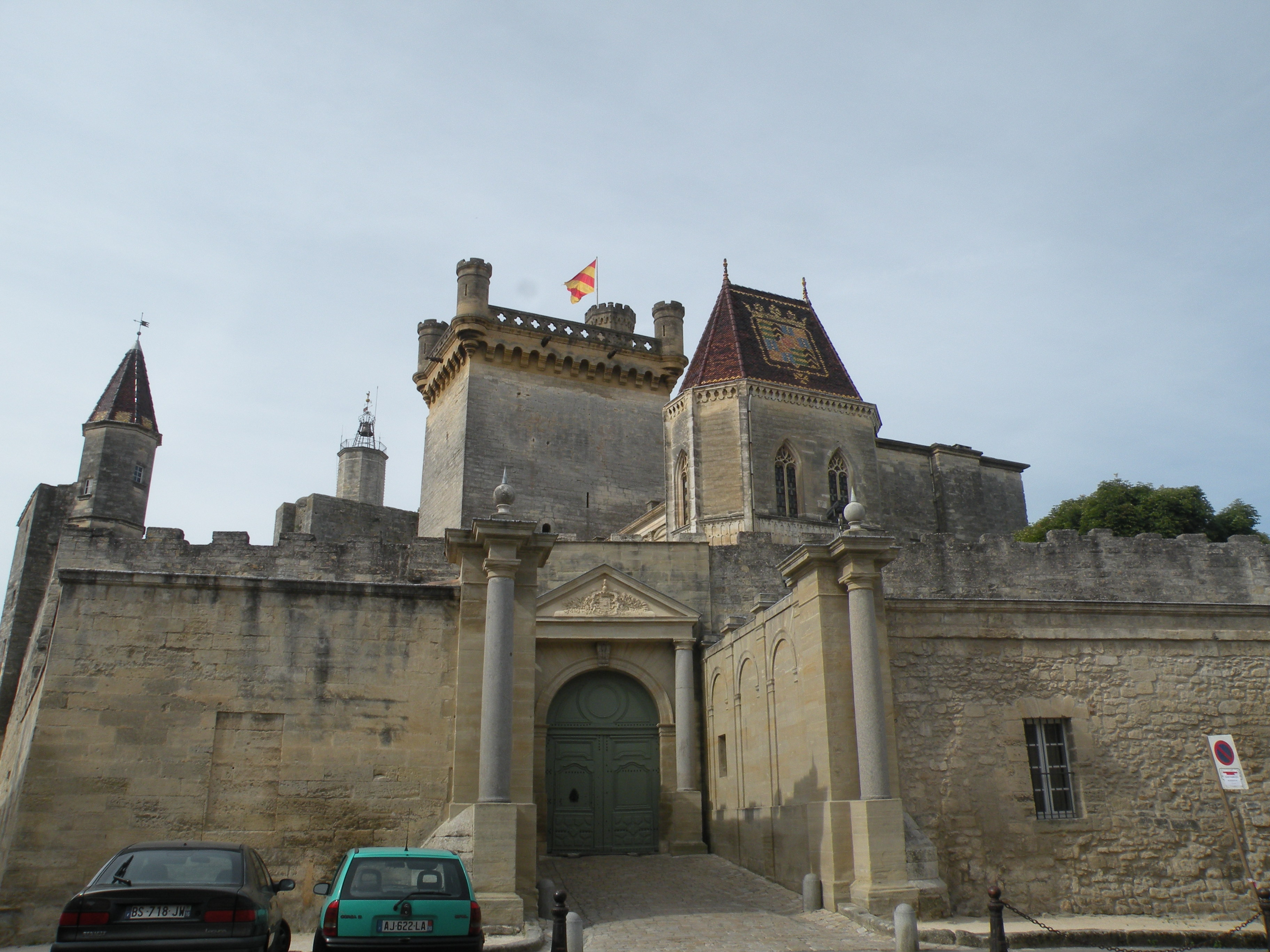
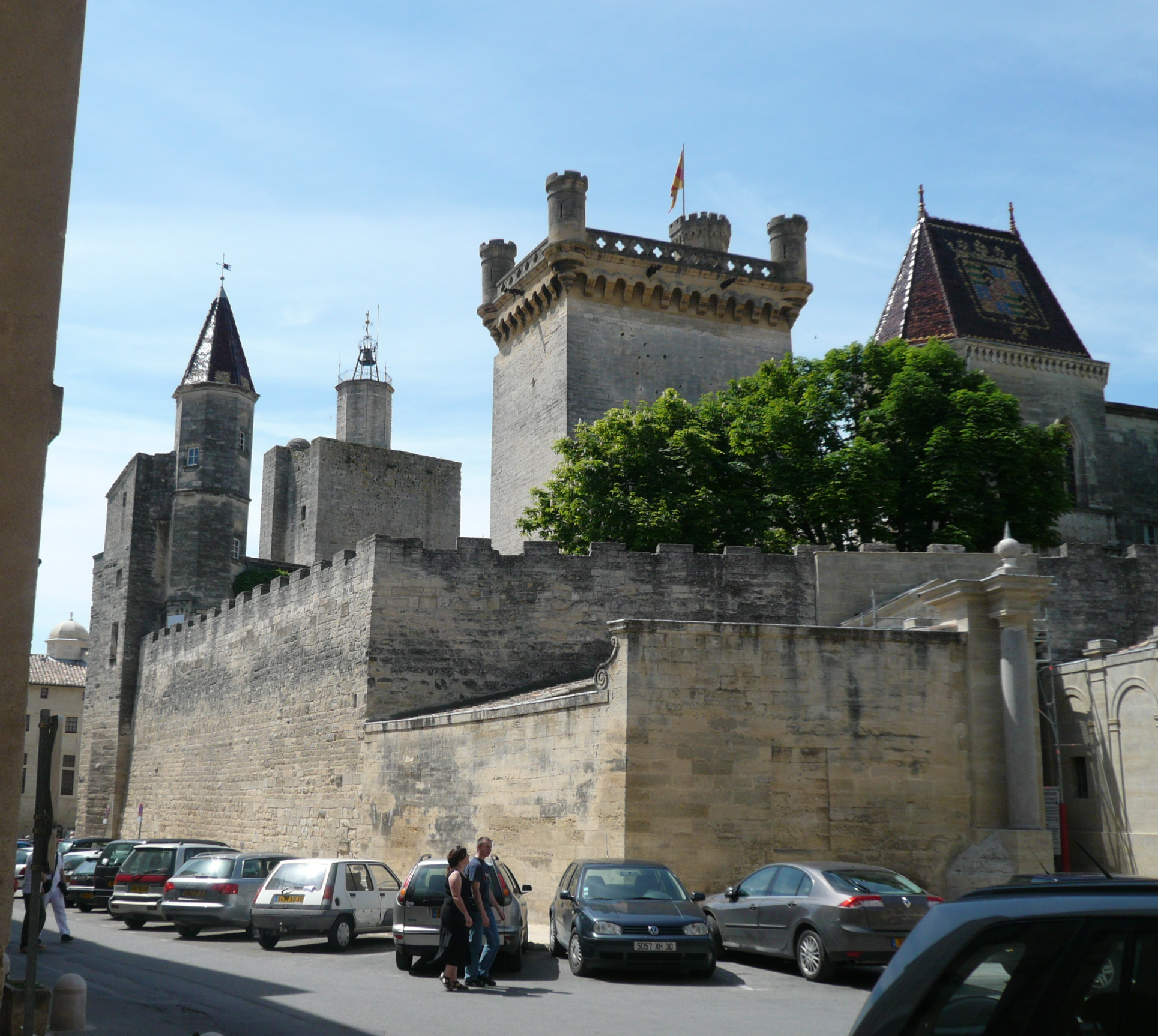
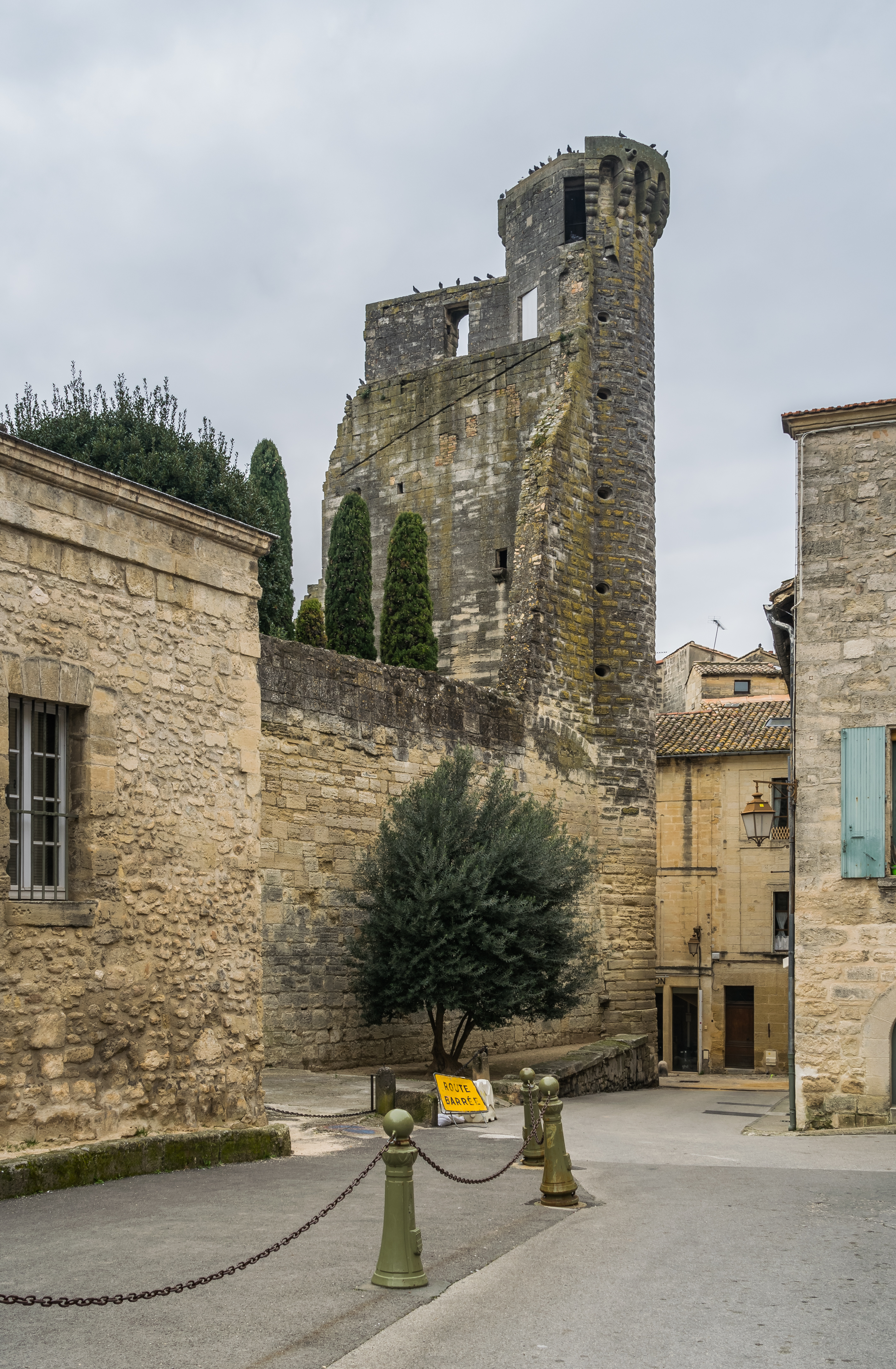

### Seigneurie d’Uzès
Die Herrschaft Uzès wurde im 11. Jahrhundert, zu Beginn des Feudalismus, von Elzéart d’Uzès gegründet. Die befestigte Stadt und ihre Burg wurden dann an der Stelle des vorherigen Castrum errichtet (und im Laufe der Zeit umgebaut), mit seinen Wällen, Ecktürmen und seinem 42 Meter hohen Donjon (Tour Bermonde), der von Bermond I. von Uzès im 12. Jahrhundert errichtet wurde, mit seinem herrschaftlichen Wohnhaus (mit Renaissancefassade aus dem 16. Jahrhundert), seinen tausendjährigen Kellern und seiner flamboyant-gotischen Burgkapelle aus dem 16. Jahrhundert (mit einem Dach aus burgundischen Glasurziegeln und dem Wappen des ersten Herzogs von Uzès Antoine de Crussol aus dem Haus Crussol).

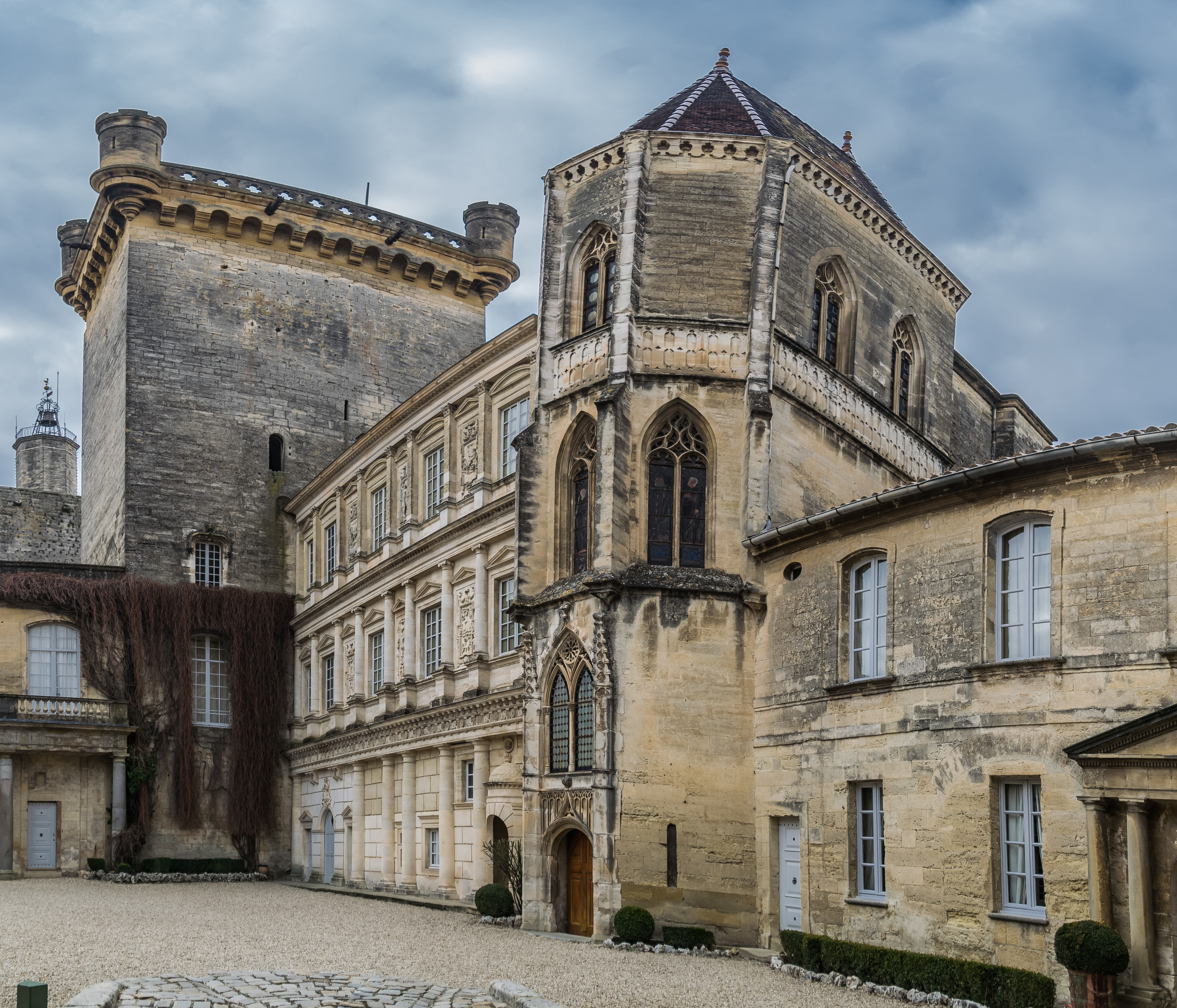
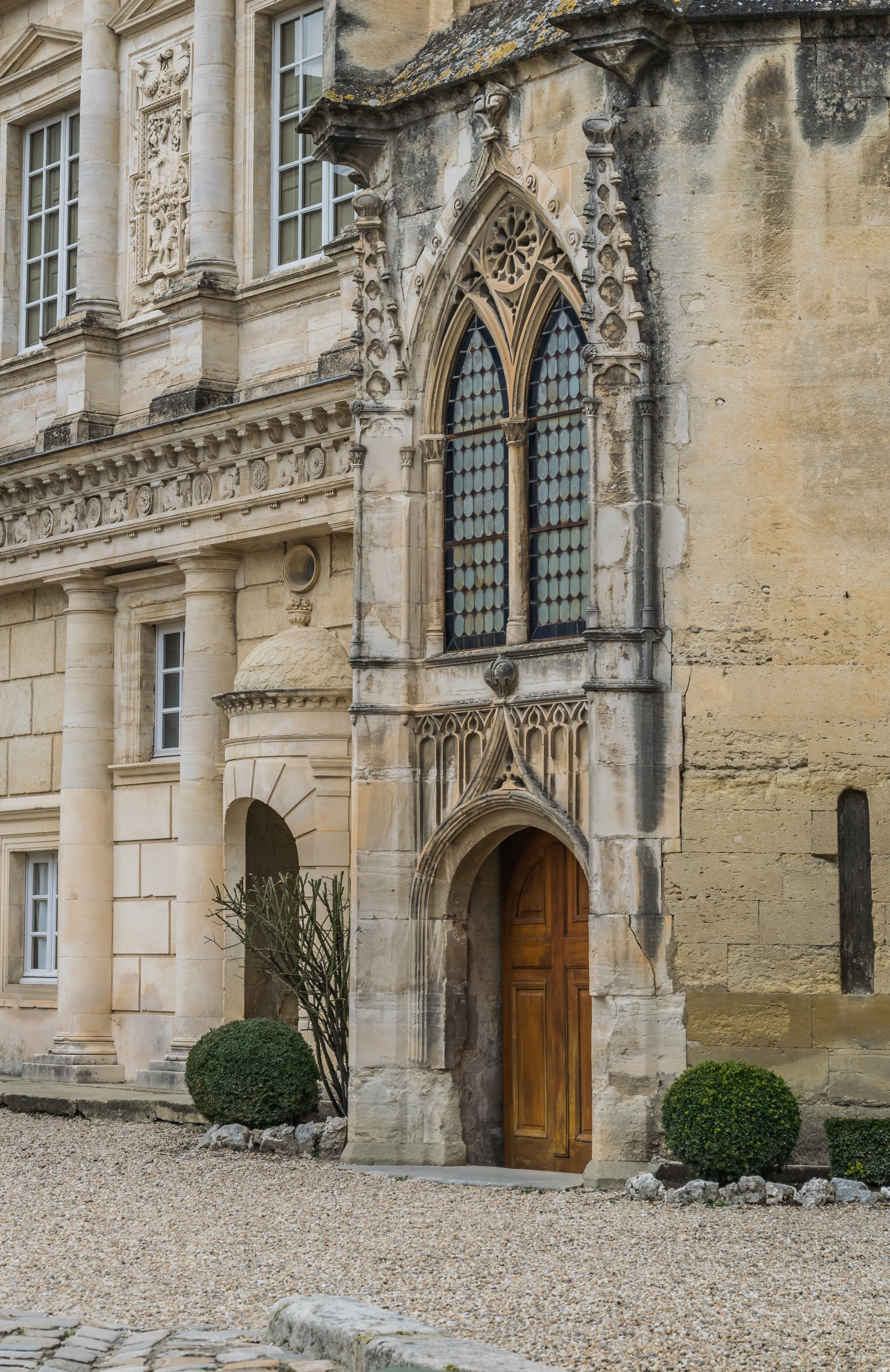
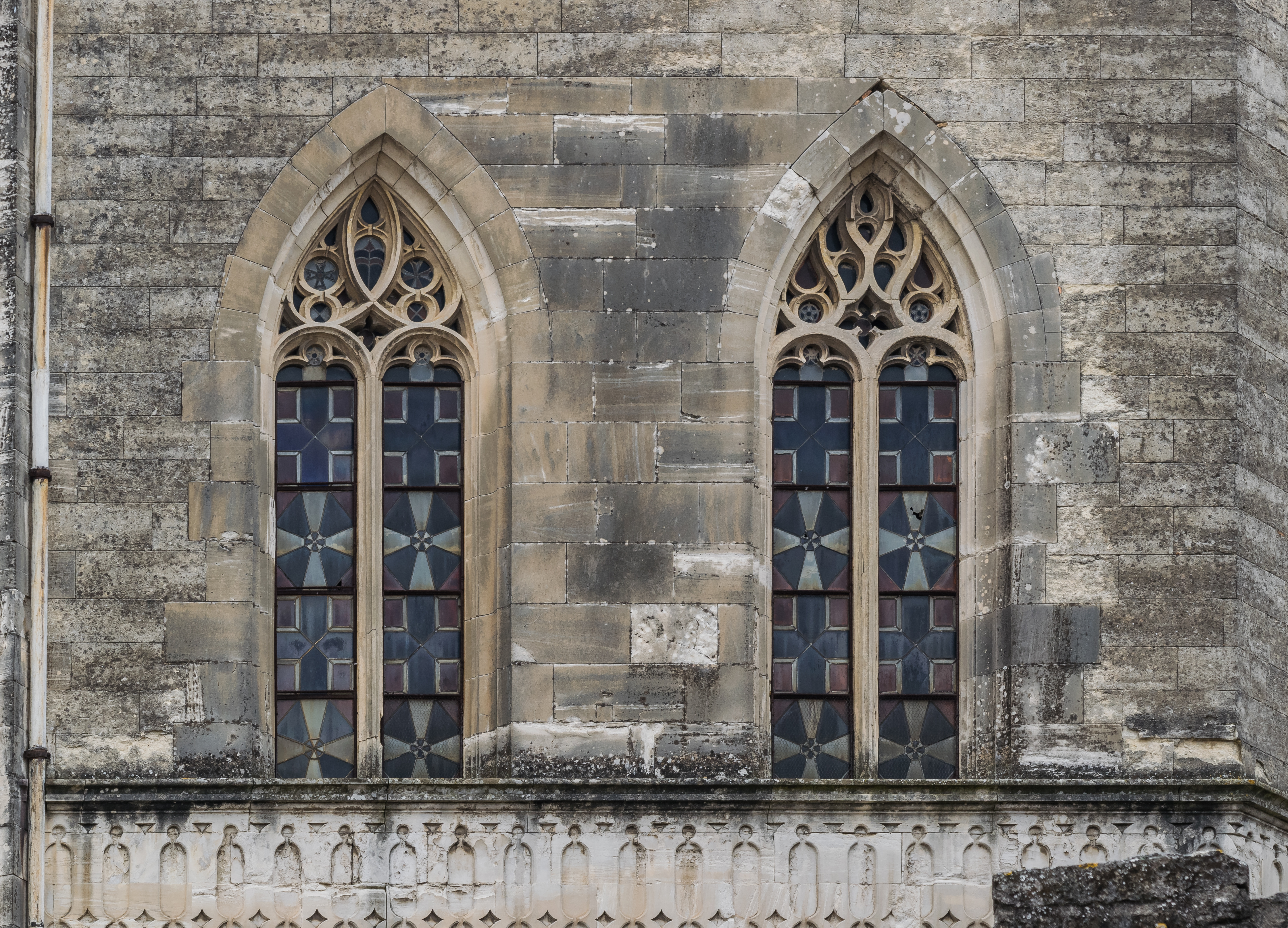
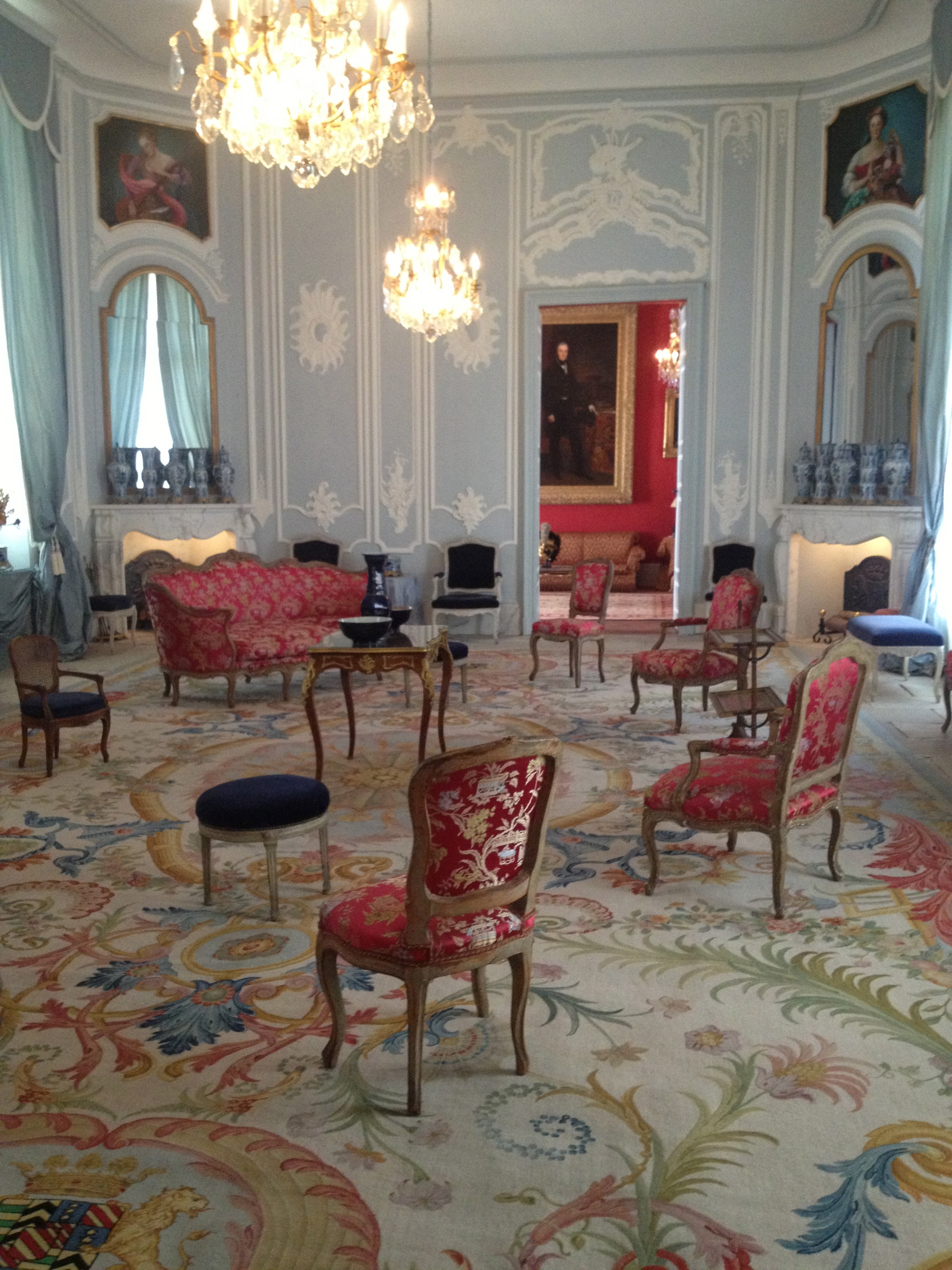

### Duché d’Uzès
Der Bischof von Uzès, Jean de Saint-Gelais, bekehrte die mächtige Diözese Uzès 1566 zum Protestantismus. Die Stadt, die größtenteils protestantisch war, ergriff daraufhin Partei für die Reformation und wurde durch die Religionskriege stark in Mitleidenschaft gezogen.
Während der protestantische Vicomte d’Uzès, Antoine de Crussol, versuchte, Katholiken und Protestanten in Südfrankreich zu versöhnen, erhob König Karl IX. Uzès 1565 zum Herzogtum und ernannte ihn zum 1. Herzog von Uzès und im Februar 1572 zum Herzog und Pair von Frankreich, vor dem Massaker der Bartholomäusnacht (24. August) in Paris und dem Übertritt des Herzogs zum Katholizismus.
Während der Französischen Revolution wurde die Burg als Nationalgut verkauft und in ein Collège umgewandelt. Der 10. Herzog von Uzès Marie François Emmanuel de Crussol kaufte das Schloss während der Restauration im Jahr 1824 zurück, bevor es aufgrund finanzieller Schwierigkeiten seiner Nachfolger erneut zu einem Collège umfunktioniert wurde.
Im Jahr 1951 begann Marie-Louise de Crussol, die Marquise de Crussol, mit umfangreichen Restaurierungsarbeiten am Schloss. 1957 kaufte sie es von ihrem Neffen Emmanuel Jacques, dem 15. Herzog von Uzès. Anfang der 1960er Jahre intervenierte sie bei André Malraux, dem Minister für kulturelle Angelegenheiten: das Malraux-Gesetz von 1962 ermöglichte es, dass in Uzès 1965 um die Burg ein Secteur sauvegardé eingerichtet wurde.